# 即时成像相机
即时成像相机（Instant Camera），俗稱拍立得 、立可拍，台灣稱為拍立得，香港稱為即影即有（另有一種拋棄式相機「Quicksnap」，俗稱 「即可拍」，非「立可拍」）是一种拍摄后相片能够即时快速成像的照相机，在按下快门后数秒内便能够自动从机身内吐出照片，并在几分钟内完成显影

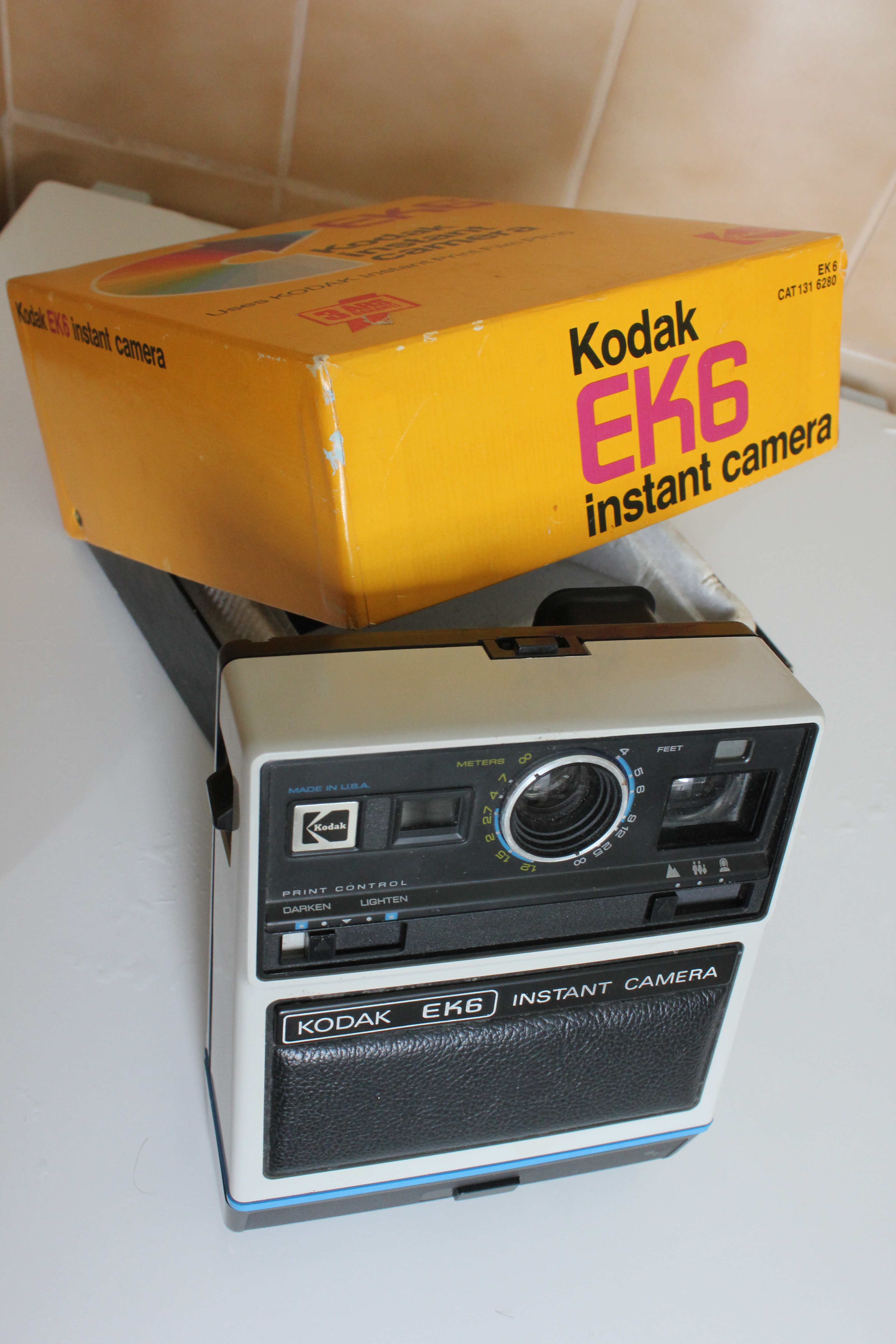
柯达公司EX6即时成像相机

## 优点
能够很快的得到拍摄结果，做到了即拍即得，能够做到相片的快速分享。对于傳統相機需胶片冲洗节省了许多时间。對於數位相機，市場上雖有少數可隨身攜帶、使用電池的小型相片印表機，但便利性仍不如即時成像相機。

## 缺点
相纸价格比较昂贵，例如宝丽来公司由于停产，原厂的过期相纸价格在德国售价近20欧元。而专门为宝丽来相机复产的不可能计划（The Impossible Project）公司的相纸价格亦为23.49美元，而且由于技术原因只有八张。

## 影响
摄影师Paolo Roversi曾说“宝丽来相纸用完之日，就是我的末日”